# Finca 30
Finca 30 ist ein Corregimiento des Bezirks Changuinola in der Provinz Bocas del Toro in Panama. Bei der Volkszählung im Jahr 2023 hatte es 8801 Einwohner. Das Corregimiento erstreckt sich über eine Fläche von 17,0 km².
Das Corregimiento wurde durch Gesetz Nr. 39 vom 8. Juni 2015 geschaffen.

## Orte
Im Corregimiento Finca 30 befinden sich folgende Orte:
- 5 de Marzo
- Barriada Anaconda
- Barriada Cobana
- Barriada La Juventud
- Barriada La Reina
- Barriada Theobroma
- Barriada Urracá
- Charagre
- El Tecal
- Finca 24
- Finca 31
- Finca 32
- Finca 33
- Finca 69
- La Nueva Esperanza o Cantiflán
- Lago 4
- Santa Marta Abajo